# Rijksweg 31
Rijksweg 31 is een Nederlandse autoweg en autosnelweg in de provincie Friesland die vanaf de Afsluitdijk via Harlingen en Leeuwarden naar Drachten loopt. De weg begint vanaf de A7 met knooppunt Zurich (net onder het dorp Zurich) en eindigt ook weer bij de A7, wanneer hij knooppunt Drachten bereikt. Alleen op knooppunt Zurich, en tussen Harlingen en Marssum (net voor Leeuwarden) is het een snelweg. Voor de rest is de route een dubbelbaans autoweg. De A31 tussen Harlingen en Leeuwarden is een van de weinige autosnelwegen in Nederland die niet direct aansluit op een andere autosnelweg.

## Wâldwei
Het stuk van Leeuwarden-Hemriksein naar Drachten is tussen 2003 en 2008 uitgebouwd tot een vierstrooksautoweg met gescheiden rijbanen en heet ook wel Wâldwei. Onderdeel van de werkzaamheden was de bouw van Aquaduct Langdeel en verdubbeling van de Fonejachtbrug. Op 31 oktober 2007 kon verkeer voor het eerst over het gehele traject gebruikmaken van vier rijstroken, waarmee de verdubbeling van de Wâldwei is afgerond. Het wegdeel werd op 21 januari 2008 officieel geopend door minister Eurlings van Verkeer en Waterstaat.

## Haak om Leeuwarden
Het tracébesluit over het gedeelte tussen de A31 en het begin van de Wâldwei, ook wel bekend als de Haak om Leeuwarden werd op 15 april 2009 ondertekend door de ministers Cramer (VROM) en Eurlings (Verkeer & Waterstaat). De Haak om Leeuwarden is op donderdag 18 december 2014 om 14.00 uur geopend.
De weg heeft zijn noordwestelijke beginpunt bij de aansluiting van de A31 met de N383 bij Marssum en sluit bij Werpsterhoek aan op de A32. Het verkeer kruist het Van Harinxmakanaal door het Richard Hageman Akwadukt. Bij Werpsterhoek zijn de werkzaamheden voor station Leeuwarden Werpsterhoeke met transferium inmiddels begonnen. De nieuwe westelijke invalsroute van Leeuwarden, ook met een aquaduct onder het Van Harinxmakanaal, sluiten aan op de Haak om Leeuwarden.

## Verdubbeling Zurich-Harlingen
Het gedeelte tussen knooppunt Zurich en Harlingen, met uitzondering van de traverse door Harlingen, werd tussen juli 2007 en december 2008 ook omgebouwd tot vierstrooks autoweg. Opmerkelijk is dat deze verbouwing niet bedoeld was om een fileprobleem op te lossen, maar om de verkeersveiligheid te verbeteren. Het stuk N31 tussen Zurich en Harlingen gold als een van de onveiligste wegen van Nederland; tussen 1995 en 2000 vielen er 18 doden op de weg en tussen 1993 en 2000 tevens 37 gewonden – ten opzichte van andere autowegen vonden er relatief veel ernstige ongelukken, fataal of met letsel, plaats. Het traject werd vrijgegeven in december 2008 en officieel opengesteld door minister Camiel Eurlings in februari 2009.

## Passage Harlingen
De N31 loopt dwars door Harlingen. Tot 2017 deed de N31 dit enkelbaans op een talud, met viaducten over lokale wegen, de spoorlijn Harlingen - Leeuwarden en een brug (Koningsbrug) over het Van Harinxmakanaal die geregeld openging voor de scheepvaart. Mede door de op- en afritten in Harlingen zorgde dit voor verkeersopstoppingen en verkeersonveilige situaties. Tussen 2015 en 2017 is daarom de N31 vierstrooks verdiept aangelegd over een lengte van twee kilometer door Harlingen, met viaducten onder de lokale wegen en de spoorlijn en met een aquaduct onder het Van Harinxmakanaal, het Akwadukt Van Harinxmakanaal.

## Drachten-Emmen
Na Drachten gaat de N31 verder als de N381 richting Emmen.
Tot in de jaren negentig liep de N31 over de huidige N381, de N34 en over de Rondweg van Emmen naar de N862, waar de N31 bij Klazienaveen op de N37 aansloot.
Er hebben plannen bestaan voor een (gedeeltelijke) verdubbeling of herinrichting van de weg Drachten-Appelscha/Hoogersmilde. Mogelijk zal deze dan weer worden omgedoopt in N31.

## Inrichting
| Traject                                   | Aantal rijstroken | A- of N-Weg | Maximumsnelheid |
| ----------------------------------------- | ----------------- | ----------- | --------------- |
| Rond Knooppunt Zurich                     | 2×2               | A           | 130 km/h*       |
| Knooppunt Zurich - afrit Harlingen-Havens | 2×2               | N           | 100 km/h        |
| Afrit Harlingen-Havens - afrit Marssum    | 2×2               | A           | 130 km/h*       |
| Afrit Marssum - knooppunt Drachten        | 2×2               | N           | 100 km/h        |
| * maximumsnelheid tussen 6-19h: 100 km/h  |                   |             |                 |